# Казино Тирели (Ређо Емилија)
Казино Тирели је насеље у Италији у округу Ређо Емилија, региону Емилија-Ромања.
Према процени из 2011. у насељу је живело 33 становника. Насеље се налази на надморској висини од 36 м.